# مگس‌گیر اینکایی
مگس‌گیر اینکایی (نام علمی: Leptopogon taczanowskii) گونه‌ای از پرندگان تیرهٔ ژیان‌مرغان (Tyrannidae) و بومی پرو است.